# 巴爾維尼夫卡 (瓦西里夫卡區)
47°20′17″N 35°25′8″E / 47.33806°N 35.41889°E
巴爾維尼夫卡（烏克蘭語：Барвінівка）是位於烏克蘭東南部的村莊，由扎波羅熱州瓦西里夫卡區的羅茲多爾市鎮負責管轄。該村始建於1922年，面積1.14平方公里，海拔高度91米，2001年人口148，人口密度每平方公里129.8人。